# ドイツ民主共和国国境警備隊

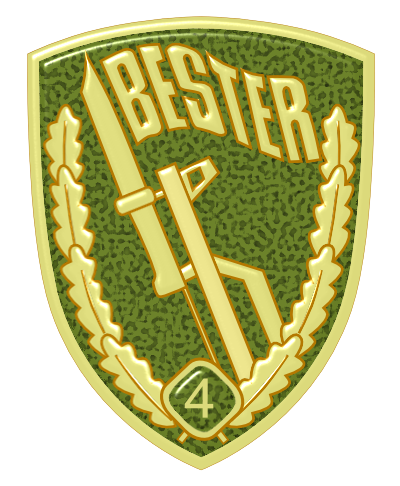
ドイツ民主共和国国境警備隊の表彰バッジ（1986–1990年版）
思想・戦技・スポーツの分野で優秀な成績を示した兵卒・下士官・将校生徒に授与された。このバッジはエナメル製であり、隊員制服の右胸に着けられていた。数字は4回目の受章を示す。国家人民軍向けバッジは同じ意匠で、緑色ではなく赤色が用いられた。

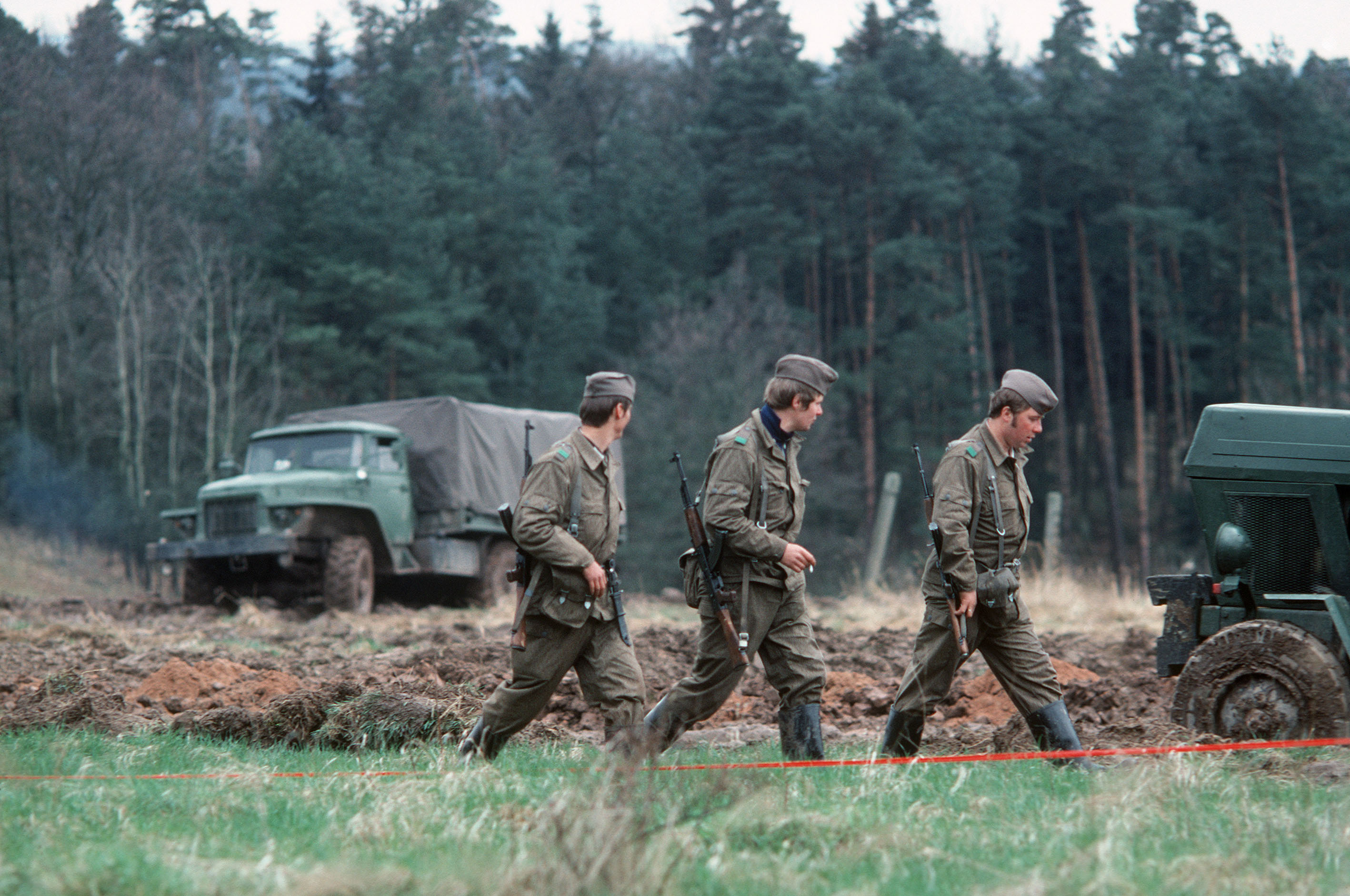
ドイツ民主共和国国境警備隊兵士（1979年）

ドイツ民主共和国国境警備隊（ドイツ語: Grenztruppen der DDR）とは、ドイツ民主共和国（東ドイツ）の国境警備隊である。

## 概要
ドイツ民主共和国の国境警備隊である。配置は、主に、西ベルリンと東ドイツの境界線および東ドイツとドイツ連邦共和国（西ドイツ）との国境（ドイツ国内国境線）に向けられたが、ポーランドやチェコスロバキアとの国境にも、合計600人程度配置された。
国境検問所にて、西ベルリンも含めた西ドイツより入る通行者の通行証の管理も、国境警備隊の部署が行った。
国家人民軍地上軍同様、MPi-K（AK-47アサルトライフルのライセンス生産版）およびその各種派生型が、各隊員に装備される。外部から進入するスパイなどの密入国者の摘発・阻止よりも、東ドイツから西ドイツに脱出を図る市民への発砲殺害が、注目されることとなる。

## 歴史
1946年12月1日より、「ソビエト軍占領地区」を守るためのドイツ人による「ドイツ国境警察」（Deutsche Grenzpolizei）が設立となり、最初は、3000人であったが、1948年4月で1万人を超える組織となる。1949年10月7日のドイツ民主共和国成立後も、同じ名称で継続される。1950年には、18,000人を超える組織となる。「警察」という組織から、「国境警備軍」たる組織が求められることとなる。
1961年、軍隊組織としての「ドイツ民主共和国国境警備隊」（Grenztruppen der DDR）が組織されることとなり、管轄が内務省から国防省に移る。同年8月13日ベルリンの壁建設となる。同年8月24日に亡命しようとしたギュンター・リトフィンが殺害されるという最初の『ベルリンの壁』射殺事件が起きる。1962年8月17日に亡命しようとしたペーター・フェヒターが殺害された事件は、アメリカ合衆国を始めとした西側各国で注目されることとなる。亡命者殺害は、以後も繰り返されることとなる。一時、国軍である国家人民軍（Nationale Volksarmee）の部隊となるものの、1973年に国家人民軍から分離する。1989年2月6日、国境警備隊兵士のインゴ・ハインリッヒらが、亡命を企てたクリス・ギュフロイを射殺するという、ベルリンの壁亡命者殺害の最後の事件が起きている。
なお、クリス・ギュフロイ射殺について、西側諸国より非難があり、西側諸国の資金供与が必要だった東ドイツの事情により、1989年4月3日にホーネッカーの了承のもと、国境での発砲命令が撤廃され、発砲は緊急避難の場合に限られるものとされる。

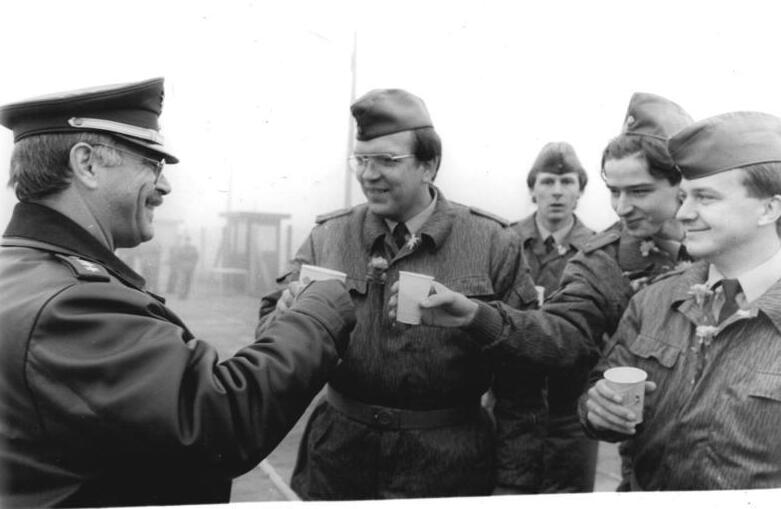
ベルリンの壁崩壊後、西ベルリンの警官達（左）とコーヒーを飲みながら談笑する国境警備兵達（右の四名）（1989年11月14日）

1989年11月9日午後7時ごろ、社会主義統一党政治局員でスポークスマンのギュンター・シャボフスキーが、旅行の自由化を発表するが、国境検問所に殺到した東ドイツ住民の要求に従い、現場の国境警備隊の将兵の判断で午後10時45分に国境検問所が開けられ、東ドイツ住民が西ドイツを訪れることとなる。翌日より、東西のベルリン市民が壁を破壊し始めるが、止めさせることはしなかった（ベルリンの壁崩壊）。1990年6月13日、残っているベルリンの壁の撤去が、国境警備隊の作業としてなされた。
1990年7月1日に、西ドイツとの国境警備業務を終了し、1990年9月に、閉鎖となる。

## 亡命阻止作戦行動
東ドイツより西ドイツへ脱出を図る市民が続出し、特に医師や技術者などの労働者の流出は、東ドイツの首脳陣にとって、重大な問題であった。特に、1961年8月12日までは自由に行き来出来たベルリン地区での脱出を、やめさせようと対策が練られ、ベルリンの壁建設になる。同年8月13日、東ベルリン内部に鉄条網を引いて、西ベルリンへの人の流出を厳然と規制し、その中で壁を築いた。壁を越えて西ベルリンに行こうとする人を、国境警備隊の兵士が射殺する事件が続出する。東ドイツ存続期間で、ベルリンで197人が射殺されたとされる。射殺前に、警告し、できれば逮捕することになっており、東ドイツ存続期間に3000人ほどがベルリン地区で逮捕されている。亡命者の中には、子どもを連れているのもいて、2007年8月15日に発見された内部資料には、「たとえ越境者が女性や子供を連れていたとしても、武器の使用をためらってはならない。反逆者がよく使ってきた手だ」という秘密指令が見つかる。『ベルリンの壁』で殺害されたことが確定している136人のうち9人が子どもであった。 
国境警備隊の隊員の中からも、西ドイツへ脱出を図る者が続出し、ベルリンの壁建設直後の6週間で85人が逃亡したとされている。東ドイツ存続期間で、574人の国境警備隊員が、ベルリンから亡命した。
1968年時点では、総勢8000人で、ベルリン市民でなく西ドイツに親類がいない者が、『ベルリンの壁』担当の警備兵となっていた。12時間勤務であり、単独行動でなく2人一組で行動することが求められていた。銃撃により逃亡を阻止するばかりでなく、逃亡を試みる者から銃撃されることもあり、勤務中に射殺された警備兵は16人であったが、その約半数は逃亡を図った警備兵の犯行であった。
ベルリンばかりでなく、西ドイツとの国境での、亡命者の摘発および射殺事件は続出した。1964年に、国境地域に地雷を設置する。1971年には、自動発砲装置を設置する。西ドイツでの国境地帯では、ベルリンのよりも殺傷を狙った作戦行動に出ている。西ドイツを含めた西側より非難があり、地雷については1985年まで、自動発砲装置については1984年に撤去されたこととなっている。ドイツの市民団体『ワーキンググループ8月13日』（Arbeitsgemeinschaft 13. August）が2004年8月13日に出した数字によれば、1065人が殺害され、その中には、37人の国境警備隊隊員も含まれている。
1990年10月3日の再統一後、ドイツ連邦共和国の司法当局により、射殺命令を下した幹部および射殺の現場に立ち会った兵士に対して、捜査および起訴・裁判などの法的手続きがとられる。射殺の現場にいたことが確実な兵士が「弾を外して撃った」と主張し、無罪を求めることもあった。射殺命令を実行したと認定された兵士に対しても、最終的には執行猶予付きの判決が確定している場合がほとんどであり、「殺意なき殺人」として処理されている。1962年8月17日に射殺されたペーター・フェヒターの事件では、1997年3月に実行者の兵士、ロルフ・フリードリッヒに20ヶ月、エーリッヒ・シュライバーに21ヶ月、それぞれ、執行猶予のついた懲役の判決が下る。1989年2月6日に射殺されたクリス・ギュフロイの事件でも実行者4人が起訴されるが、インゴ・ハインリッヒが懲役3年半の判決が下りたものの、1994年に懲役2年（執行猶予付き）の判決が確定していて、その他の3人については無罪判決が確定している。